# Net promoter score
Net promoter score (NPS) är ett nyckeltal som används i kundundersökningar. 
Net promoter score bygger på frågan: ”Hur sannolikt är det att du skulle rekommendera det här företaget till en vän eller kollega?” Frågan besvaras sedan på en elvagradig skala från 0–10. De som ger betyget 0–6 betecknas Detractors, de som anger betyget 7–8 kallas Passives och de som ger betyget 9 eller 10 är så kallade Promoters. Net promoter score kan anta ett värde mellan -100 och 100. För att få fram värdet på NPS så räknar man andelen svar som angivits på betygen 9–10 och drar sedan bort andelen som givit något av betygen 0–6. 